# Roman Ghirshman
Roman Ghirshman (translittération de Hirschmann), né le 3 octobre 1895 à Kharkov (Empire russe) et mort le 5 septembre 1979 à Budapest, est un archéologue, explorateur et historien français. Il a été l'un des pionniers de la recherche archéologique en Iran, où il a passé près de trente ans de sa vie.

## Biographie
Né russe (dont fait à l'époque partie l'Ukraine), il s'établit à Paris en 1923 afin d'étudier l'archéologie et les langues anciennes à l'École du Louvre. Il était surtout intéressé par les ruines archéologiques de la Perse et particulièrement  Teppe Gian, Teppe Sialk, Bagram en Afghanistan, Bishapur dans le Fars, et Suse.
Durant les années 1930, il mène régulièrement des missions de fouilles en Iran et en Afghanistan.
Ses études sur Chogha Zanbil ont été imprimées en quatre volumes. Il a également dirigé des équipes de fouilles à Iwan-i Karkheh et les plateformes parthes de Masjed Soleiman, près d'Izeh, au Khouzestan. Roman Ghirshman fut l'un des experts de la première exposition d'envergure consacrée à l'art de l'Iran et de la Perse antiques en France et intitulée 7000 ans d'art en Iran (octobre 1961-janvier 1962) qui eut lieu à Paris.
Avec plus de trois cents publications et une vingtaine de livres, Roman Ghirshman est un des experts les plus prolifiques et les plus respectés sur le sujet de l'Iran ancien. Certains de ses travaux sur Suse n'ont pas encore été publiés, mais ont servi à d'autres archéologues comme Hermann Gasche dans les études en Iran qui ont suivi, durant les années 1960 et 1970.
En 1965, il est élu membre de l'Académie des inscriptions et belles-lettres en 1965. De 1970 à 1979, il est le premier président de l'Association pour l'avancement des études iraniennes.
Il est marié à Tania Ghirshman (1900-1984), qui a publié Archéologue malgré moi : vie quotidienne d’une mission archéologique en Iran, Neuchâtel, Paris, À la Baconnière-Albin Michel, 1970.

## Ouvrages
- Fouilles de Sialk, près de Kashan, 1933, 1934, 1937, Librairie orientaliste Paul Geuthner, Paris (en 2 vol.), 1938
- Begrâm : recherches archéologiques et historiques sur les Kouchans, Le Caire, (Mémoires de la Délégation archéologique française en Afghanistan, vol. XII), 1946
- Les Chionites-Hephtalites, Le Caire, 1948 (Mémoires de la Délégation archéologique française en Afghanistan, vol. XIII), 1948
- L'Iran des origines à l'Islam, Paris, Payot, 1951
- (en) Iran: from the earliest times to the Islamic conquest, Penguin Books, Harmondsworth (reprinted 1961 and 1978), 1954
- Perse : proto Iraniens, Mèdes, Achéménides, Gallimard, , 1961
- Iran : Parthes et Sassanides, Gallimard, coll. « Univers des formes », 1962
- Le Pazuzu et les fibules du Luristan, Impr. catholique, Beyrouth, 1970
- (en) Persia, the immortal kingdom (avec V. F. Minorsky et R. Sanghvi), Greenwich, Connecticut, New York Graphic Society, 1971
- L'Iran des origines à l'islam, nouvelle édition révisée et mise à jour, Paris, 1976
- L'Iran et la migration des Indo-Aryens et des Iraniens, Leyde, 1977
- La tombe princière de Ziwiyé et le début de l'art animalier scythe, Société iranienne pour la Conservation du Patrimoine, Paris, 1979